# Thomas Crapper
Thomas Crapper (ur. 1836 lub 1837, zm. 27 stycznia 1910) – brytyjski hydraulik, wynalazca, powszechnie uważany za wynalazcę muszli klozetowej, w rzeczywistości jedynie udoskonalił i rozpropagował te urządzenia oraz opracował „Silent Valveless Water Waste Preventer”, czyli część mechanizmu spłuczki odpowiadającą za automatyczne zamknięcie przepływu wody. Crapper był posiadaczem dziewięciu patentów na technologie powiązane z instalacjami sanitarnymi, nie było jednak wśród nich samej muszli klozetowej, którą po raz pierwszy zastosowano pod koniec XVI wieku.

## Życiorys
Thomas Crapper urodził się w angielskim Yorkshire w 1836 lub 1837 roku (dokładna data dzienna również nie jest znana). W wieku 14 lat rozpoczął pracę jako uczeń w warsztacie mistrza hydraulicznego w londyńskim Chelsea. Wkrótce potem zaczął samodzielną działalność, otwierając na Robert Street przedsiębiorstwo Thomas Crapper Co. Ltd. Szybko stał się znany z wysokiej jakości i dobrej obsługi. W latach 80. XIX wieku jego reputacja była na tyle wysoka, że został poproszony o wykonanie prac w Sandringham House, domu księcia Walii, późniejszego Edwarda VII. Po tym zleceniu otrzymał kolejne od innych wysoko postawionych zleceniodawców, pracował m.in. na zlecenie Opactwa Westminsterskiego.
W 1904 roku Crapper odszedł na emeryturę, a firmę sprzedał partnerowi w biznesie, Robertowi M. Wharamowi. Zmarł 27 stycznia 1910 roku.
Żonaty z Marią Crapper (zm. 1902).

## Upamiętnienie
- Poświęcono mu tablicę w Opactwie Westminsterskim[1].
- Za swoją działalność został wyróżniony tytułem szlacheckim[1].
- Wallace Reyburn poświęcił mu książkę „Flushed With Pride: The Story Of Thomas Crapper” (1969)[1].